# Raión de Dokshytsy
Dokshytsy (en bielorruso: Докшыцкі раён) es un raión o distrito de Bielorrusia, en la provincia (óblast) de Minsk. 
Comprende una superficie de 2 268 km².
El centro administrativo es la ciudad de Dokshytsy.

## Demografía
Según estimación 2010 contaba con una población total de 26 828 habitantes.